# Mikołaj Bracki
Mikołaj Bracki  (ur. 1807 w Rybnicy, zm. 16 lutego 1901 w Krakowie) – polski ziemianin, weteran powstania listopadowego, żołnierz legii wołyńskiej w powstaniu styczniowym, sybirak.

## Życiorys
Mikołaj Bracki urodził się w 1807 w Rybnicy, w rodzinie ziemiańskiej. Był właścicielem chutoru Ruhusko w powiecie latyczowskim na Podolu.
W młodości walczył w powstaniu listopadowym.
Bracki brał czynny udział w powstaniu styczniowym. Był kawalerzystą jazdy wołyńskiej generała Edmunda Różyckiego. Walczył w bitwach pod Miropolem (16-17 maja 1863) i Salichą (26 maja 1863). W pobliżu granicy z Galicją dostał się do niewoli rosyjskiej, przygnieciony rannym, w potyczce z Rosjanami, koniem.
Został osądzony i zesłany wyrokiem sądu wojennego do Tobolska.
Z Syberii wrócił po 16 latach, osiedlił się w Krakowie, gdzie założył i prowadził sklep. Zmarł 10 października 1901, został pochowany na cmentarzu Rakowickim, w kwaterze weteranów.